# Wacław Bogucki
Wacław Bogucki, ps. Szpak, ros. Вацлав Антонович Богуций (ur. 1884 w Burakowie, zm. 19 grudnia 1937 w Kommunarce pod Moskwą) – polski socjaldemokrata a następnie komunista, działacz partyjny i państwowy Białoruskiej SRR.

## Życiorys
W 1904 wstąpił do SDKPiL. Za swą działalność był wielokrotnie zatrzymywany i aresztowany przez władze carskie – cztery lata spędził w więzieniu. W 1918 organizował komórki partyjne w Grodnie i Białymstoku, był przewodniczącym komitetu partyjnego w Grodnie. Od stycznia do kwietnia 1919 stał na czele grodzieńskiego sowietu. W latach 1919–1920 przewodniczył Czeka w Mińsku. Był członkiem KC oraz członkiem biura ds. nielegalnej działalności KC Komunistycznej Partii (bolszewików) Litwy i Białorusi. W 1921 prowadził nielegalną działalność partyjną na terytorium Wileńszczyzny (ówcześnie Litwa Środkowa).
Po powrocie na Białoruś objął w 1922 funkcję (pierwszego) sekretarza Biura Centralnego Komunistycznej Partii (bolszewików) Białorusi i wiceprzewodniczącego Rady Komisarzy Ludowych BSRR. Był członkiem prezydium oraz wicesekretarzem Tymczasowego Biura Białoruskiego Komitetu Centralnego Rosyjskiej Partii Komunistycznej (bolszewików).
Zaangażowany w działalność rewolucyjną w wielu krajach pełnił w latach 1924–1926 obowiązki przedstawiciela KC KPP w Komitecie Wykonawczym Kominternu. Zasiadał w KC KPP (1925–1930). Od 1929 przewodniczył sekcji skandynawskiej Komitetu Wykonawczego Profinternu (Czerwonej Międzynarodówki Związków Zawodowych).
W latach 1922–1924 pełnił obowiązki członka CKW ZSRR (w 1924 zasiadał w jego prezydium). Był również członkiem CKW Białoruskiej SRR (1921–1924, w latach 1922–1924 w Prezydium).
W czasie wielkiej czystki aresztowany przez NKWD 5 września 1937 w ramach tzw. operacji polskiej NKWD. 19 grudnia 1937 skazany na śmierć przez Kolegium Wojskowe Sądu Najwyższego ZSRR z zarzutu o udział w antysowieckiej kontrrewolucyjnej organizacji terrorystycznej. Rozstrzelany tego samego w miejscu egzekucji Kommunarka pod Moskwą, pochowany anonimowo.
Zrehabilitowany 31 marca 1956 postanowieniem Kolegium Wojskowego SN ZSRR. Upamiętniony później m.in. jako patron ulicy w Grodnie.